# Michael Willeitner
Michael Willeitner, né le 5 septembre 1990, est un biathlète allemand.

## Carrière
Présent dans l'IBU Cup depuis 2012, il monte sur un premier podium en relais en 2013 à Obertilliach, puis individuellement en 2014 à Beitostølen.
En 2014, il est médaillé de bronze au relais aux Championnats d'Europe, réservé à l'époque aux moins de 26 ans.
Il est convié pour ses débuts en Coupe du monde en décembre 2014 à Hochfilzen. Trois ans plus tard, il est de nouveau sélectionné à ce niveau à Ruhpolding, marquant ses premiers et seuls points au sprint (38e). Entre-temps, il gagne un titre de champion d'Allemagne du sprint (sur skis à rollers) en 2015.
Il obtient ses derniers podiums en IBU Cup en 2018 en relais, année où il prend sa retraite sportive.

## Palmarès

### Coupe du monde
- Meilleur classement général : 104e en 2017.
- Meilleur résultat individuel : 38e.

#### Différents classements en Coupe du monde
| Année     | Classement général final | Sprint | Poursuite | Individuel | Mass start |
| 2016-2017 | 104e                     | 89e    | -         | -          | -          |

### Championnats d'Europe
- Médaille de bronze du relais en 2014 à Nové Město na Moravě.

### IBU Cup
- 3 podiums individuels.